# Dipsochelys daudinii
Dipsochelys daudinii là một loài rùa trong họ Testudinidae. Loài này được Duméril & Bibron mô tả khoa học đầu tiên năm 1835.